# Kurt Piehl
Kurt Piehl (* 6. Januar 1928 in Dortmund; † 2. Januar 2001 in Stockelsdorf bei Lübeck) war einer der Dortmunder Edelweißpiraten, die die Verfolgung überlebt hatten und sich trauten, ihre Erfahrungen im Widerstand gegen den Nationalsozialismus und ihre fortgesetzte Kriminalisierung in der Nachkriegszeit öffentlich zu machen.
1980 veröffentlichte Kurt Piehl als Bürger der Nachbarstadt Bergkamen die authentische Geschichte eines Teils dieser spontanen antiautoritären Bewegung, der „Edelweißgruppe Brügmannplatz“, im Kampf gegen die Hitlerjugend und seine Zeit im Dortmunder Gestapo-Keller „Steinwache“. Der Roman endet mit den Worten: „Eine offizielle Anerkennung ihres Kampfes hat es nie gegeben, nicht als Widerstand und nicht als Verfolgung.“ Das Manuskript zu „Latscher, Pimpfe und Gestapo“ hatte er bereits in den Jahren 1961 bis 1967 fertiggestellt. Doch erst, als der Dortmunder Geschichtsprofessor Hans Müller auf Kurt Piehl aufmerksam wurde, traute er sich diese Veröffentlichung zu.

## Edelweißpiraten und Latscher in Dortmund
Die Herkunft des Wortes Edelweißpiraten ist kaum geklärt. Kurt Piehl versuchte im Anhang seines ersten Romans eine Aufklärung über die Bezeichnung seiner Gruppe zu liefern.
Danach trugen Arbeiterjugendliche im Ruhrgebiet Edelweißabzeichen vor allem, wenn sie ihre Fahrtenkluft trugen. Dazu gehörte vor allem das „Bayerngeschirr“, ein mit eingeprägtem Edelweiß versehener Hosenträger zur Lederhose. Das Abzeichen wurde als Protestsymbol in verschiedener Form gegen den seit 1938 gesetzlich festgelegten Zwang zur Mitgliedschaft in der Hitlerjugend getragen. Der Begriff Edelweißpiraten entstand unter den Dortmunder Jugendlichen im März 1943, als das Gerücht umging, dass an einer süddeutschen Universität sich eine Edelweißgruppe gebildet habe, deren Gründer unmittelbar danach verhaftet und ermordet wurden. Tatsächlich wurden im Februar 1943 nach einer Flugblattaktion Mitglieder der „Weißen Rose“ verhaftet.
Seines Wissens nannten sich Latscher, Navajos, Fahrtenstenzen und andere gegen die Hitlerjugend eingestellte Jugendliche erst ab 1943 Edelweißpiraten. Gleichbedeutend mit dem Begriff Edelweißpiraten waren in Dortmund die Begriffe: „Epis, Epi-Latscher, Latscher und (selbstironisch) Blechblumenpiraten und Blechblumenlatscher“. Nach Aussagen seiner Mutter, einer Anarcho-Syndikalistin, galt der Begriff „Latscher“  vor 1933 als ein „Schimpfwort, das die Spießer den wandernden Arbeiterjugendlichen nachriefen“. Das Schimpfwort wurde von den Beschimpften angenommen und zu einer positiven Bezeichnung umgedeutet. Später,  während der Nazizeit, wurden die Latscher  mit ihrer  Haltung zwangsläufig zum  Gegenpol der „Marschierer“ des Dritten Reichs.

## Das Selbstverständnis der Dortmunder Edelweißpiraten
Piehl schreibt dazu: In unserem damaligen Selbstverständnis, als wir von der „Weißen Rose“ noch keine Kenntnis hatten,
- galt uns das Edelweiß als Symbolfigur: klein, schön, wertvoll, selten, widerstandsfähig und überlebensfähig gegenüber mächtigen Naturgewalten
- kämpften Piraten (Korsaren, Flibustier, Bukanier) in westindischen Gewässern gegen das spanische Kolonialreich
- waren Edelweißpiraten also kleine Gruppen von Freiheitskämpfern, die auch durch die allmächtig erscheinende Gestapo nicht kaputtzukriegen waren.

## Treffpunkt Brügmannplatz
Der Brügmannplatz war lange ein unbebautes und wildbewachsenes öffentliches Gelände in Dortmund-Nord, auf dem sich rivalisierende Jugendliche aus den verschiedenen Straßenzügen trafen und ihre Kämpfe austrugen. Kurt Piehl: Aber hier lernten sich die Jungen auch kennen, und zwar aus einem größeren räumlichen Bezirk … Diese Jungen bildeten später den Kern einer der bedeutendsten Dortmunder Edelweißpiratengruppen … Bei aller Unterschiedlichkeit hatten sie zweierlei gemeinsam: Sie waren durchweg die Söhne von Arbeitern und infolgedessen nicht mit irdischen Gütern gesegnet; außerdem gehörte keiner von ihnen zur Hitler-Jugend … Erst kamen sie allein, später brachten sie ihre Mädchen und Freundinnen mit. Sie  hörten auf, sich gegenseitig zu bekämpfen, auch wenn sie in verschiedenen Straßen wohnten. Sie begannen, Solidarität zu üben. Die ständigen Zusammenkünfte der jungen Leute waren anfangs alles andere als geheim. Da kein anderer  Zweck vorlag, als harmlose und fröhliche Geselligkeit zu üben … So war es  nicht verwunderlich, dass Staatspolizei und Hitler-Jugend von der Existenz der Gruppe Kenntnis erhielten. Irrigerweise wurde in diesen Institutionen jedoch angenommen, dass hier unter dem Deckmantel geselliger Zusammenkünfte Hochverrat und Aufruhr geplant wurden. Eine Gruppe junger Menschen, die regelmäßig zusammenkam, keine Bindung zu irgendeiner NS-Organisation hatte und dazu noch frei war von bürgerlichen Elementen, musste natürlich in höchstem Maße verdächtig erscheinen. … Im Sommer 1942 begann der Terror. In der Regel wurde der Treffpunkt der jungen Leute nach Einbruch der Dunkelheit von Hitlerjugend umstellt. Wer nicht entkommen konnte, wurde erbarmungslos zusammengeschlagen. Die Mädchen wurden in unflätiger Weise beleidigt und als Huren beschimpft. Die Personalausweise der Betroffenen wurden eingezogen und mussten am nächsten Tag bei der Polizei oder einer HJ-Dienststelle abgeholt werden. Meistens kam es dabei zu erneuten Misshandlungen. … Verständlicherweise bereiteten diese Terroraktionen am Anfang Schrecken und Ratlosigkeit. Es dauerte geraume Zeit, bis die Jungen sich auf ihre eigene Kraft besannen und zu Gegenmaßnahmen übergingen. Zuerst gab es nur spontane Prügeleien mit der Hitler-Jugend. Später wurde der Widerstand planmäßiger. Immer häufiger traten die Jungen als Angreifer auf und drängten ihre Feinde in die Verteidigung. Da wurden Polizisten provoziert, und mehr als ein Streifenbeamter lernte dabei auch die andere Seite des Verprügelns kennen … Es versteht sich, dass in dieser Kampfsituation die Zusammenkünfte der jungen Leute ihren öffentlichen Charakter verlieren mussten. Die Jungen nannten sich Edelweißpiraten und trugen unter ihren Rockaufschlägen das verbotene Edelweißabzeichen.

## Nach 1945
Von 1949 bis 1982 lebte und arbeitete Kurt Piehl als Eisenflechter und Betonbauer in Bergkamen. In dieser Zeit schrieb er seine Erlebnisse auf, ohne dafür zunächst einen Verlag zu finden.

Seine End- und Nachkriegserfahrungen beschrieb Kurt Piehl zunächst in Rebellen mit dem Edelweiß – Von den Nazis zu den Yankees und Schieber, Tramps, Normalverbraucher. Nachdem sie ihre Verfolgung knapp überlebt haben und sich 1945 auflösten, versuchen sie vereinzelt ihr Leben als Tramps weiterzuführen und kommen dabei mit Amerikanern wegen ihres „unangepassten Verhaltens“ in Konflikte. Die Anklage lautet nicht mehr „Bündische Betätigung“, aber sie müssen erfahren, dass dieselben Gestapobeamten, die sie früher gefoltert hatten, nun wieder an den alten Orten eingesetzt waren und gegen die Edelweißpiraten als Zeugen aussagten.

## Ehrungen
2009 wurde in Bergkamen eine Straße nach Kurt Piehl benannt. Nach einem einstimmigen Beschluss der Bezirksvertretung Innenstadt-Nord wurde 2021 ein Platz in der Dortmunder Nordstadt nach Kurt Piehl benannt. Hier erinnern bereits seit 2018 Motive an den Fassaden zweier Wohnhäuser an die Edelweißpiraten.

## Werke
- Kurt Piehl: Latscher, Pimpfe und Gestapo. In: Hans Müller (Hrsg.): Geschichte eines Edelweißpiraten. Band 1. Brandes & Apsel Verlag, Frankfurt am Main 1988, ISBN 3-925798-87-0.
- Kurt Piehl: Rebellen mit dem Edelweiß. In: Hans Müller (Hrsg.): Geschichte eines Edelweißpiraten. Band 2. Brandes & Apsel Verlag, Frankfurt am Main 1988, ISBN 3-925798-88-9.
- Kurt Piehl: Schieber, Tramps, Normalverbraucher: unterwegs im Nachkriegsdeutschland. Brandes & Apsel Verlag, Frankfurt am Main 1989, ISBN 3-925798-89-7.
- Kurt Piehl: Tatort Baustelle: Wirtschaftswunder-Roman. Brandes & Apsel Verlag, Frankfurt am Main 1994, ISBN 3-86099-434-4.